# NGC 3229
NGC 3229 bezeichnet im NGC-Katalog drei scheinbar dicht beieinander liegende Sterne im Sternbild Sextant. Der Katalogeintrag geht auf eine Beobachtung des Astronomen Phillip Sidney Coolidge am 31. März 1859 zurück.